# Mario Party 6
Mario Party 6 (マリオパーティ6?, Mario Pāti 6) è un videogioco per Nintendo Game Cube del 2004.
Il sistema di gioco è caratterizzato dall'alternarsi di giorno e notte e dall'uso del microfono.

## Trama
Nel mondo di Mario Party, Lucio (il sole) e Ombretta (la luna) organizzavano dei party insieme a Mario e ai suoi amici. Un giorno i due si misero a litigare. Mario e i suoi amici pensarono di utilizzare il potere delle Stelle per porre fine al litigio. Così organizzarono un'altra colossale festa (Mario Party 6). L'obiettivo è quello di riempire la Banca Stelle.

## Modalità di gioco
Le modalità presenti nel gioco sono:

### Modalità Party[5]
Sfida a quattro giocatori. Nella modalità sono presenti 5 tabelloni tra cui scegliere:
- Fronda gioconda;
- Officina Strambic;
- Corte buonasorte;
- Borgo sottozero;
- Cala naufragio;
- Castello Tic Tac.

### Modalità Solotù[6]
Sfida singola. I tabelloni di questa modalità sono percorsi a senso unico. Lo scopo è quello di raggiungere il traguardo senza oltrepassarlo. I tabelloni presenti sono:
- Gola secca;
- Viale spaziale;
- Torre inferno.

### Modalità Voce[7]
Nella modalità voce si utilizza il microfono gamecube. Le sfide disponibili sono:
- Fono quiz;
- Sprint stella;
- Minigiochi voce. Essi sono:

1. Assalto Verbale
2. Parole di Fuoco
3. Percorso Discorso
4. Recinto Favella
5. Chiacchiere Fruttuose

### Modalità Minigioco[8]
In questa modalità è possibile giocare a tutti i minigiochi presenti nel gioco.

### Banca stelle[9]
In questa modalità le stelle vinte nelle altre modalità possono essere usate per acquistare oggetti.

## Personaggi[4]
I personaggi giocabili sono 11:
- Mario
- Luigi
- Peach
- Yoshi
- Wario
- Daisy
- Waluigi
- Toad
- Boo
- Mini Bowser
- Toadette (dopo averla acquistata nella banca stelle)

I personaggi non giocabili sono:
- Lucio (sole).
- Ombretta (luna).
- Donkey Kong.
- Bowser.
- Professor Strambic.